# Bende Bendsen
Bende (Bendt) Bendsen, född 10 december 1787 i Risum, Slesvig, död 17 december 1875 på fattighuset i Ærøskøbing, var en frisisk lingvist.
Bendsen, som var bondson, utmärkte sig redan i folkskolan och beslutade sig för att bli lärare. Han blev tidigt underlärare i Klixbüll (Klægsbøl) och började 1807 på seminariet i Kiel, som han dock lämnade året därpå. Han var därefter privatlärare i Odense i tre år och inrättade 1812 en privat skola i Ærøskøbing, där han levde nästan oavbrutet i 63 år. Redan i Odense hade han blivit intresserad av animal magnetism; han reste omkring i landet som magnetisör och publicerade en mängd avhandlingar och småskrifter om denna lära. Han ägnade sig även åt arkeologi och skrev om Ærøs fornminnen i "Bericht der Königl. Schleswig-Holstein-Lauenburgischen Gesellschaft für die Sammlung und Erhaltung vaterländischer Alterthümer", band I (1836) och IV (1839).
Bendsens största förtjänst är dock hans arbete om det frisiska språket. Redan 1824 hade han sänt en avhandling om det nordfrisiska språket till Videnskabernes Selskab i Köpenhamn, för vilket han tilldelades ett honorar, men trots att det granskades och berömdes av flera, även ansedda forskare som Rasmus Rask ("Frisisk sproglære", sid. 23), Laurids Engelstoft, Christian Molbech, ja, även av Jacob Grimm, förblev den dock otryckt tills han långt senare (1852) fick idén att sända det omarbetade manuskriptet till Matthias de Vries i Leiden, som själv ombesörjde utgivningen hos nederländska vetenskapsakademien; skriften utkom i Leiden 1860 under titeln Die nordfriesische Sprache nach der Moringer Mundart, zur Vergleichung mit den verwandten Sprachen. Dessutom skrev han tyska och frisiska dikter som dock i huvudsak förblev otryckta.